# Nazón
Nazón ist eine Ortschaft und eine Parroquia rural („ländliches Kirchspiel“) im Kanton Biblián der ecuadorianischen Provinz Cañar. Die Parroquia besitzt eine Fläche von 87,18 km². Die Einwohnerzahl lag im Jahr 2010 bei 2565. 

## Lage
Die Parroquia Nazón liegt in den Anden südzentral in Ecuador. Das Gebiet wird im Nordosten vom Río Galuay und Río Burgay begrenzt. Der Westen der Parroquia liegt im Einzugsgebiet des Río Machángara. Dort befinden sich die Talsperren Chanlud und El Labrado. Im Nordwesten erhebt sich ein teils über 4000 m hoher Gebirgszug, der die kontinentale Wasserscheide darstellt. Der etwa 2680 m hoch gelegene Hauptort befindet sich 1,5 km westnordwestlich vom Kantonshauptort Biblián.
Die Parroquia Nazón grenzt im Nordosten an die Parroquia Jerusalén, im äußersten Osten an die Parroquias Biblián und Turupamba, im Südosten an die Parroquia Déleg (Kanton Déleg), im Südwesten an die Provinz Azuay mit den Parroquias Checa und Chiquintad (beide im Kanton Cuenca) sowie im Westen und im Nordwesten an die Parroquia Gualleturo (Kanton Cañar).

## Orte und Siedlungen
In der Parroquia Nazón befinden sich neben dem Verwaltungssitz Nazón Centro folgende Comunidades:
- Ayaloma
- Ayapamba
- Flor del Bosque
- Galuay
- La Ponderosa
- Playa de Fatima
- San José de Mangan
- Sisaloma
- Verdeloma

## Geschichte
Die Parroquia Nazón wurde am 25. Januar 1945 gegründet.